# Rudbøl Sø
Rudbøl Sø (tyska: Ruttebüller See), är en 55 hektar stor sjö på gränsen mellan Danmark och Tyskland som bildades vid invallning av omkringliggande våtmarker 1566. Sjön har ett medeldjup på 0,8 meter och ett maximalt djup på 3 meter